# (5572) Bliskunov
(5572) Bliskunov es un asteroide perteneciente al cinturón de asteroides descubierto el 26 de septiembre de 1978 por Liudmila Zhuravliova desde el Observatorio Astrofísico de Crimea (República de Crimea).

## Designación y nombre
Designado provisionalmente como 1978 SS2. Fue nombrado Bliskunov en memoria de Aleksandr Ivanovich Bliskunov, profesor y cirujano ortopédico de Crimea.

## Características orbitales
Bliskunov está situado a una distancia media del Sol de 3,130 ua, pudiendo alejarse hasta 3,622 ua y acercarse hasta 2,638 ua. Su excentricidad es 0,157 y la inclinación orbital 8,933 grados. Emplea 2023,15 días en completar una órbita alrededor del Sol.

## Características físicas
La magnitud absoluta de Bliskunov es 12,5. Tiene 20,015 km de diámetro y su albedo se estima en 0,04. 